# Фещенко, Александр Владимирович
Александр Владимирович Фещенко (р. 6 марта 1955 года) — российский учёный в области физики пучков заряженных частиц и ускорительной техники, лауреат Премии им. академика М. А. Маркова (2008).

## Биография
В 1978 году окончил Московский инженерно-физический институт (с 2009 года — Национальный исследовательский ядерный университет «МИФИ»).
С 1978 года работает в Институте ядерных исследований АН СССР (РАН), с 2001 года заведующий Отделом ускорительного комплекса, с 2014 — заместитель директора по научной работе.
Читает курс лекций в МФТИ по основам физики и техники ускорения заряженных частиц.
Участвовал в разработке и наладке систем высокочастотного питания, радиотехнической настройке ускоряющих резонаторов с трубками дрейфа, разработке методов экспериментального исследования динамики пучка, разработке и реализации методов настройки ускорителя и обеспечении его стабильной работы с требуемыми параметрами.
Разработал новый прибор — анализатор микроструктуры сгустков ускоренного пучка.

## Награды и звания
- Доктор физико-математических наук (2004)[1]
- Кубок Фарадея (1992)[2]
- Грамота РАН (2005)
- Премия имени академика М. А. Маркова (2008)
- Памятная медаль «100 лет со дня рождения Л. Ф. Верещагина» (2009).